# حب الثلج المدبب
حب الثلج المدبب (الاسم العلمي:Symphoricarpos acutus) هو نوع من النباتات يتبع جنس حب الثلج من الفصيلة المعزية الورق.